# طومس لاون

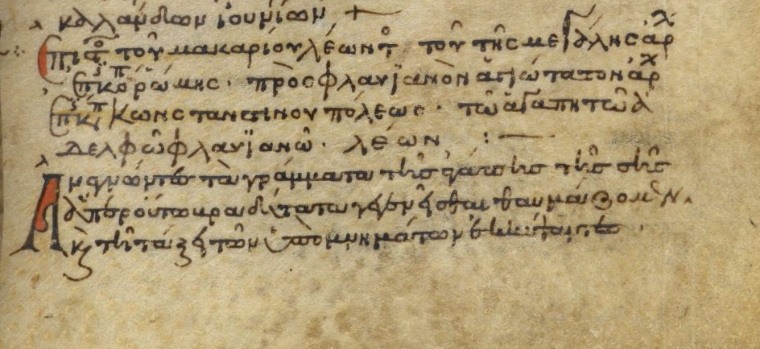
نص طومس لاون باليونانية الذي عرض في مجمع خلقدونية

طومس لاون (بالإغريقية: τομος Λέων)‏ نقرحة : طومس لاون "ترجمة : كتاب لاون" )هو عبارة عن الرسالة التي أرسلها البابا ليون الأول ( لاون الأول ) إلى صديقه فلافيانوس بطريرك القسطنطينية  ، في 13 يونيو سنة 449 م. حيث يوضح في هذه الرسالة موقف البابا ليون في المسائل المسيحية . يقر النص بأن المسيح لديه طبيعتين ، ، وفيه فرَّق تفريقًا صارخًا بين الطبيعتين الناسوتية والإلهية . و كان من المفترض قراءة هذه الرسالة في مجمع أفسس الثاني أو كما تدعوه بعض الكنائس بالمجمع اللصوصي لكن تم تأجيلها إلي نسي القائمون على المجمع أمرها  و هذه الرسالة كانت الموضوع الرئيسي في مجمع خلقدونيا الذي عقد في عام 451 وتم و تم قبولها في نهاية المطاف كإيضاح دكتوريني لطبيعة شخص المسيح. الرسالة كتبت ردًا على فكر فلافيانوس البطريرك القسطنطينية الذي كان قد طرد (أوطاخيا رئيس رهبان القسنطينية ) حيث قال أوطاخيا أن قال " أن للمسيح طبيعة واحدة بعد التجسّد، بحيث يؤدي ذلك إلى تلاشي الإنسانية في الألوهية وإلى إفراغ حدث التجسّد من معناه والتي تعنى أن الناسوت قد ذاب في اللاهوت مثلما تذوب نقطة الخل في المحيط. أي أن الطبيعتين قد امتزجتا معاً في طبيعة واحدة. ومن هنا جاءت تسميته مونوفيزيتس لأن عبارة «مونى فيزيس» تعنى «طبيعة وحيدة» وليس «طبيعة واحدة» أي «ميا فيزيس». " فتحذلق وكتب أيضا إلى البابا ليون بطريرك روما و ديسقوروس بطريرك الإسكندرية والإمبراطور ثيؤدوسيوس الصغير ليحلوا الأمور بينه و بين رئيس أساقفته و بالفعل أمر الإمبراطور ثيؤدوسيوس الصغير بعقد مجمع أفسس الثاني عبارات أرثوذكسية مثل قوله: [فإنه هو نفسه، كلمة الله، نزل من السماء بلا جسد، صار جسدًا من ذات جسد العذراء دون أن يتغير أو يتحول، بطريقة هو نفسه يعلمها ويريدها. وهو الإله الكامل قبل الدهور هو بعينه صار إنسانًا كامل و تم مناقشة أفكاره و قدم بيده أعتراف فيه بأنه يؤمن بأن للمسيح طبيعة واحدة من بعد الإتحاد بلا أي أختلاط أو أمتزاج أو تغيير كما تؤمن كنيسة الإسكندرية و بالتالي و حُرم فلافيان و أعتبر فلافيان نسطوريًا محرومًا و تم تبرئة أوطاخي من حرمانه أعلن أوطيخا .

## الطومس أصطلاحًا
مصطلح طوموس، هو تعريب للكلمة اليونانية τομος أو اللاتينية tome تعني "جزء من كتاب" أو "جزء من مجلد" volume، كما تعني "مختصر جسلة" أو "ملخص حقيقة عامة"، كما أنها تعني أيضًا خطاب letter. واستخدمت الكلمة لتشير إلى الخِطابات المُتبادلة بين أساقفة الكنائس بخصوص الإيمان أو قوانين المجامع أو الأساقفة.
يعد طومس لاون هو أشهر طومس أو رسالة في تاريخ الكنيسة و المسيحية
حيث يعزى لها السبب في انقسام الكنيسة إلي عدة مذاهب و هما المذهب الخلقدوني أو مذهب الطبيعتين أو الديافيزية الذي تعتنقه كنائس روما و توابعها ( المارونية ، الكلدان ، مصر ، الأرمن ، السريان ، الروم ( تركيا ، اليونان ، قبرص ) واللاتين ) ، القسطنطينية و توابعها ، روسيا و توابعها ( الصين ، اليابان ) ، اوكرانيا ، صربيا ، اليونان ، بلغاريا ، الروم و توابعها ( مصر ، أنطاكية ، القدس ، سيناء ، جبل آثوس ، قبرص ) و المذهب اللاخلقدوني او مذهب الطبيعة الواحدة أو الميتافيزية الذي تتبعه كنائس القبطية و توابعها ، السريانية و توابعها ، الأرمنية و توابعها والإثيوبية والاريترية .

## تاريخ
بعد مجمع أفسس الأول الذي عقد عام 431 ، الذي أدان النسطورية بسب بتركيزها المفرط (المفترض) على الطبيعة البشرية للمسيح فظهر واحد من محاربي الفكر النسطوري هو أحد رؤساء الأديرة و هو أوطاخي رئيس لثلاثمائة راهب متوحد و ذلك للرد على بدعة نسطور و هرطقته وقع هو في هرطقته الخاصة التي تقول أن الناسوت ذاب في اللاهوت كذوبان قطرة الخل في المحيط و سميت هذه الفكرة أو المعتقد بالمونوفيزية أو عقيدة الطبيعة الإلهية الواحدة للمسيح ، و انتشرت بسرعة في القسطنطينية و في معظم المناطق الناطقة باليونانية مع الممثل الرئيسي لها . لفرض هذه العقيدة الفاسدة حاول بطريرك القسطنطينية فلافيان إيقاف انتشار هذه الافكار التي انتشرت كالنار في الهشيم فللرد على هرطقة أوطاخي وقع هو الآخر في هرطقة أخرى فقام فلافيان بعقد مجمع مكاني في القسطنطينية و عزل أوطاخي من منصبه فتحذلق أوطاخي وكتب أيضًا إلى البابا ليون بطريرك روما و ديسقوروس بطريرك الإسكندرية والإمبراطور ثيؤدوسيوس الصغير ليحلوا الأمور بينه و بين رئيس أساقفته و بالفعل أمر الإمبراطور ثيؤدوسيوس الصغير بعقد مجمع أفسس الثاني عقد عام 449 ، و الذي ترأسه البطريرك القبطي ديسقوروس الأول بطريرك الإسكندرية.عبارات أرثوذكسية مثل قوله: [فإنه هو نفسه، كلمة الله، نزل من السماء بلا جسد، صار جسدًا من ذات جسد العذراء دون أن يتغير أو يتحول، بطريقة هو نفسه يعلمها ويريدها. وهو الإله الكامل قبل الدهور هو بعينه صار إنسانًا كامل و تم مناقشة أفكاره و قدم بيده أعتراف فيه بأنه يؤمن بأن للمسيح طبيعة واحدة من بعد الإتحاد بلا أي أختلاط أو أمتزاج أو تغيير كما تؤمن كنيسة الإسكندرية و بالتالي و حُرم فلافيان و أعتبر فلافيان نسطوريًا محرومًا هو و ثيئودوريت أسقف قورش، وإيباس أسقف الرُها الذين كانت لهم أفكار نسطورية و تم تبرئة أوطاخي من حرمانه و في نفس الوقت أرسل لاون رسالته عقائدية موجهة إلى رئيس أساقفة القسطنطينية فلافيانوس ، حاول البابا ليو التأثير على المجمع بمعنى عقيدة طبيعتين. ومع ذلك تم تجاهل رسالته و لم يتم تأجيل قراءتها من قبل القائمين على المجمع . لهذا السبب ، فغضب لاون و صاغ مصطلح "المجمع اللصوصي " (latrocinium) على مجمع أفسس الثاني و رفض الاعتراف بقرارته . عندما تمت قراءة رسالة لاون العقائدية في مجمع خلقيدونية عام 451 ، ردت القائمون على بالتزكية اللاتينية الشهيرة "Peter per Leonem locutus est" (تحدث بطرس الرسول عن طريق لاون) و بالطبع كان هذا القرار سبب في الانشقاق الأول بين الكنائس .

## ملخص النص
يقر البابا ليون في رسالة إلي فلافيانوس التي دفعت إلى الإجابة و " إجراءات الأساقفة" بأنه الآن يفهم النزاع. حيث يدين أوطاخي على تعاليمه الخاطئة في الفقرة الأولى، ويطعن في تعاليم رئيس هذا الدير المتعصّب أي أوطاخي و سوء فهمه لقانون الإيمان النيقاوي . حيث يقول لاون و يؤكد للذين يقرؤون هذا الطومس أو هذه الاعترافات يعلنون أنهم " يؤمنون بالله الآب القدير كلي القدرة ، و بيسوع المسيح ابنه الوحيد ربنا ، الذي تجسد من الروح القدس و العذراء مريم و تأنس "؛ من خلال هذه الفقرات الثلاث "تُحطم كل أفكار الهراطقة و يهدمها " . يروي لاون أو ليون عقيدته الكنسية حول طبيعة الله الآب و الإله الابن و يتحدث عن حتمية التجسد يستدل بمقاطع كتابية ليؤيد معتقده و يدحض معتقد أوطاخي الفاسد من إنجيل متى ، رسالة بولس الرسول إلى أهل رومية ، و سفر إشعياء . يقول البابا لاون أن أوطاخيا يعتقد أن المسيح ليس من طبيعتنا، بل كان هو أقنوم الكلمة أو ( اللوغوس ) الذي تجسد أي أنه أتخذ جسدًًا بشري و صار إنسانًا مثلنا لهذا الغرض ، و هذا الجسد ليس جسدًا مشتقًا حقًا من أمه . في هذا أوطاخي يخطئ، لأن الروح القدس جعلت العذراء مريم حبلى كما بشرها الملاك ، و من جسدها أتخذ المسيح جسد حقيقي كامل .
و أصر لاون أو ليون على أن طبيعتيّه المقدسة أي طبيعتي المسيح الناسوتية و اللاهوتية كلاهما ليجتمعان في شخص واحد؛ و هذا هو "العلاج المناسب لمشاكلنا،" من خلال أخذ طبيعتنا وبالتالي أصبح "شريك في ضعفنا و عجزنا " ، لم يصبح يسوع "شريكًا في خطاياننا ... بحيث أن طبيعة الإلهية لا تلغي الطبيعة البشرية ، و لا تؤثر الطبيعة البشرية أو تنقص من الطبيعة الإلهية " ببساطة أن كل طبيعة لها خواصها و لا تلغي الطبيعة الأخرى . فلقد أراد الله أن يحد طبيعته غير المحدودة في جسده البشري لكي يخضع لناموس الموت و روعة في ميلاد المسيح لا تعني افتقار المسيح للطبيعة البشرية . فعلى العكس الطبيعتين أي الناسوت و اللاهوتية قد توجدتا في المسيح في الوقت عينه بحيث تقوم كل طبيعة بخواصها
يذكر البابا ليون مرة أخرى في نصه الإيماني ، و يوضح تواجد طبيعتين المسيح البشرية و الإلهية في شخص يسوع، بالاعتماد أيضًا على الإشارات إلى العهد الجديد، على سبيل المثال هذا الفصل في أنجيل لوقا " الذي يظهر ميلاد المسيح حيث ولد فقير و لم يجد مكان ليسكنه و في نفس الوقت تم اظهار عظمته من خلال هتاف الصفوف الملائكية ". بينما الطبيعة الواحدة، التي يتحدث عنها أوطاخي في تعاليمه ، لا يمكن ان تقول ، " أنا و الآب واحد " ، بينما المسيح يقول أيضًا ، " أبي أعظم مني" ؛ فهناك طبيعتين في شخص واحد. يُقدم القديس بطرس كمثال على أنه أقدم مثال للمؤمن الذي يرفض جميع النظريات الأخرى حول طبيعة المسيح بقوله " انت المسيح ابن الله الحي " ؛ لهذا الإعلان من الإيمان، يتم مكافأة بطرس بشكل خاص من قبل يسوع حيث قال له أنت بطرس، وعلى هذه الصخرة أبني كنيستي، وأبواب الجحيم لن تقوى عليها وأعطيك مفاتيح ملكوت السماوات، فكل ما تربطه على الأرض يكون مربوطا في السماوات.
.
في الفترة بين قيامة يسوع من الأموات و صعود المسيح هو ما يجعل "الإيمان كامل و واضح بشكل جلي من كل الظلام " : في ذلك الوقت، كان يسوع يسعى لإظهار أن الطبيعة الثانية كانت موجودة في نفسه دون انقسام. كما يذكر أنجيل يوحنا يؤكد لاون إن انكار الطبيعة البشرية للمسيح يعني عدم وجود يسوع و تلاشيه ، و بالتالي انكار سر الفداء و التجسد و الصلب و القيامة أيضًا حيث أن الطبيعة البشرية هي التي احتملت الألم و الإهانات .
يدهش البابا ليون أنهم لم يوبخوا أوطاخي على حماقته و يتم تنبيهه بشكل أكثر صرامة ، ويختتم بطلب فلافيانوس أن يكون متيقظًا أكثر ، لضمان أنه بإلهام من رحمة الله يمكن حل هذه المسألة بشكل مرضي ، ثم يتم تطهير الرجل غير المتسامح وعديم الخبرة أيضا من بصره الخطير ". ناشد البابا بطريرك القسنطيطنية فلافيانوس أن يكون مثل المسيح في التعامل مع هذه المسألة ، وسلط الضوء على أوطاخي ، الذي يعتبر أنه أظهر في بعض الأحيان عدم الاكتراث بهرطقته ، وحيث أمل في أن يتم رفع عقوبة الحرمان التي حلت في المستقبل القريب
يذكر أسماء مندوبيه الذين سيأخذون رسالته و يسلمونها إلى أوطاخي قبل أن يطمن صحة فلافيانوس و يشير إلى التاريخ و توقيعه في النهاية .

## الإشارات
1. ↑  "CATHOLIC ENCYCLOPEDIA: Pope St. Leo I (The Great)". Newadvent.org. مؤرشف من الأصل في 2012-09-09. اطلع عليه بتاريخ 2022-01-24.
2. ↑  "Philip Schaff: NPNF2-14. The Seven Ecumenical Councils - Christian Classics Ethereal Library". Ccel.org. مؤرشف من الأصل في 2012-07-24. اطلع عليه بتاريخ 2022-01-24.

## الروابط الخارجية
- النص الإنجليزي لطومس لاون
- النص اللاتينية و اليوناني الأصلي بترجمة إنجليزية لطومس لاون الذي تم تقديمها كوثيقة إيمانية في مجمع خالقيدونيا